# Елховка (Владимирская область)
Елховка — деревня в Собинском районе Владимирской области России, входит в состав Рождественского сельского поселения.

## География
Деревня расположена в 4 км на восток от центра поселения села Рождествено и в 27 км на север от райцентра города Собинка.

## История
В конце XIX — начале XX века деревня входила в состав Стопинской волости Владимирского уезда, с 1924 года — в составе Черкутинской волости. В 1859 году в деревне числилось 22 двора, в 1905 году — 38 дворов, в 1926 году — 39 хозяйств.
С 1929 года деревня входила в состав Мещерского сельсовета Ставровского района, с 1932 года — в составе Рождественского сельсовета Собинского района, с 1945 года — в составе Ставровского района, с 1965 года — в Собинском районе, с 2005 года — в составе Рождественского сельского поселения.

## Население
| 1859 | 1905 | 1926 | 2002 | 2010 | 2021 |
| ---- | ---- | ---- | ---- | ---- | ---- |
| 202  | ↗212 | ↘161 | ↘42  | ↘26  | ↘23  |